# NGTS-1
NGTS-1 là một ngôi sao lùn đỏ với một hành tinh tên là NGTS-1b nằm trong chòm sao Columba. Với độ sáng biểu kiến là 15,52, nó cần một kính thiên văn mạnh để có thể nhìn thấy. Ngôi sao nằm cách xa Hệ Mặt trời 716 năm ánh sáng, nhưng đang trôi đi với vận tốc xuyên tâm cao 97,2 km/s.

## Đặc tính
NGTS-1 là một sao lùn đỏ bình thường có khối lượng bằng 61% so với Mặt trời của chúng ta và nhỏ hơn 42,7% so với sao lùn sau này. Nó tỏa ra khoảng 7% độ sáng của Mặt trời từ quang quyển của nó và có nhiệt độ hiệu dụng là 3,916 K, khiến nó có màu cam của một ngôi sao loại M. NGTS-1 có tính kim loại mặt trời và quay với tốc độ quá thấp để có thể đo chính xác.

## Hệ hành tinh
Sao lùn đỏ được biết là có một sao Mộc nóng quay quanh nó, điều này rất khác thường đối với các ngôi sao thuộc loại của nó.